# (6055) Brunelleschi
(6055) Brunelleschi es un asteroide perteneciente al cinturón de asteroides, región del sistema solar que se encuentra entre las órbitas de Marte y Júpiter, descubierto el 16 de octubre de 1977 por Cornelis Johannes van Houten en conjunto a su esposa también astrónoma Ingrid van Houten-Groeneveld y el astrónomo Tom Gehrels desde el Observatorio del Monte Palomar, Estados Unidos.

## Designación y nombre
Designado provisionalmente como 2158 T-3. Fue nombrado Brunelleschi en homenaje a Filippo Brunelleschi, escultor y arquitecto italiano del renacimiento temprano. Construyó la cúpula de 45 m de la catedral de Florencia. También trabajó en Milán, Rimini y Mantua.

## Características orbitales
Brunelleschi está situado a una distancia media del Sol de 2,178 ua, pudiendo alejarse hasta 2,456 ua y acercarse hasta 1,899 ua. Su excentricidad es 0,127 y la inclinación orbital 1,760 grados. Emplea 1174,27 días en completar una órbita alrededor del Sol.

## Características físicas
La magnitud absoluta de Brunelleschi es 14,5. 